# Mariagerfjord Kommune
Am 1. Januar 2007 ist die Mariagerfjord Kommune im Zuge der Kommunalreform als neue dänische Kommune am Mariagerfjord entstanden. Sie entstand aus den früheren Kommunen Arden, Hadsund und Hobro im Nordjyllands Amt sowie Mariager im Århus Amt. Hinzu kamen noch der Hvilsom Skoledistrikt (dt.: „Schulbezirk“) aus der Aalestrup Kommune im Viborg Amt und das Flurstück Hannerupgård aus der Nørager Kommune (Nordjyllands Amt).
Mariagerfjord besitzt eine Gesamtbevölkerung von 41.859 Einwohnern (Stand 1. Januar 2023) und eine Fläche von 718,30 km². Sie ist Teil der Region Nordjylland, der Sitz der Verwaltung liegt in Hobro.

## Kirchspielsgemeinden und Ortschaften in der Kommune
Auf dem Gemeindegebiet liegen die folgenden Kirchspielsgemeinden (dän.: Sogn) und Ortschaften mit über 200 Einwohnern  (byområder (dt.: „Stadtgebiete“) nach Definition der Statistikbehörde); Einwohnerzahl am 1. Januar 2023, bei einer eingetragenen Einwohnerzahl von Null hatte der Ort in der Vergangenheit mehr als 200 Einwohner:
| Sogn                      | Einwohner              | Ortschaft                              | Einwohner     |
| ------------------------- | ---------------------- | -------------------------------------- | ------------- |
| Als Sogn                  | 1.428                  | Als                                    | 891           |
| Arden Sogn (a)            | 2.734                  | Arden                                  | 2.523         |
| Astrup Sogn               | 1.022                  | Astrup                                 | 487           |
| Døstrup Sogn              | 518                    | Døstrup                                | 306           |
| Falslev Sogn (b)          | 1. Juli 2011: 1.833    |                                        |               |
| Falslev-Vindblæs Sogn (b) | 2.662                  | Assens Hadsund Syd Norup               | 1.422 451 239 |
| Glenstrup Sogn            | 628                    | Handest                                | 232           |
| Hadsund Sogn (c)          | 1. Januar 2016: 4.794  |                                        |               |
| Hem Sogn                  | 261                    |                                        |               |
| Hobro Sogn                | 10.457                 | Hobro                                  | 12.191        |
| Hvilsom Sogn              | 518                    | Hvilsom                                | 251           |
| Hvornum Sogn              | 620                    | Hvornum                                | 318           |
| Hørby Sogn                | 2.047                  | Hørby                                  | 221           |
| Kastbjerg Sogn            | 200                    |                                        |               |
| Mariager Sogn             | 3.360                  | Mariager                               | 2.605         |
| Nørre Onsild Sogn         | 199                    |                                        |               |
| Oue Sogn                  | 764                    | Oue                                    | 353           |
| Rold Sogn                 | 444                    | Rold                                   | 226           |
| Rostrup Sogn              | 657                    | Rostrup                                | 274           |
| Sem Sogn                  | 116                    |                                        |               |
| Simested Sogn             | 735                    |                                        |               |
| Skelund Sogn              | 1.088                  | Skelund Veddum                         | 409 345       |
| Skjellerup Sogn           | 335                    |                                        |               |
| Snæbum Sogn               | 297                    |                                        |               |
| Storarden Sogn (a)        | 1. Oktober 2012: 0.233 |                                        |               |
| Svenstrup Sogn            | 265                    |                                        |               |
| Sønder Onsild Sogn        | 886                    | Sønder Onsild Sønder Onsild Stationsby | 469 282       |
| Valsgaard Sogn            | 1.540                  | Valsgård                               | 1.131         |
| Vebbestrup Sogn           | 1.240                  | Vebbestrup Øster Doense                | 369 225       |
| Vester Tørslev Sogn       | 83                     |                                        |               |
| Vindblæs Sogn (b)         | 1. Juli 2011: 1.157    |                                        |               |
| Visborg Sogn              | 907                    | Visborg                                | 424           |
| Vive Sogn (c)             | 1. Januar 2016: 0.535  |                                        |               |
| Vive-Hadsund Sogn (c)     | 5.302                  | Hadsund                                | 4.983         |
| Øls Sogn                  | 471                    |                                        |               |
| Øster Hurup Sogn          | 947                    | Øster Hurup                            | 703           |

Soweit Sogne zusammengelegt wurden, bezieht sich das nur auf die kirchlichen Belange. In ihrer Eigenschaft als Matrikelsogne, also als Grundbuchbezirke der Katasterbehörde Geodatastyrelsen, wirken sich seit Abschaffung der Hardenstruktur 1970 solche Änderungen nicht mehr aus.

## Belege
1. 1 2 3 4  Statistikbanken › BY1: Befolkningen 1. januar efter byområder, landdistrikter, alder og køn (dänisch).
2. 1 2  Statistikbanken -> Geografi, miljø og energi -> ARE207: Areal fordelt efter kommune/region (dänisch)
3. ↑  Draft Stadtplan 2013-2025. Seite 14 (Memento des Originals vom 3. März 2016 im Internet Archive)  Info: Der Archivlink wurde automatisch eingesetzt und noch nicht geprüft. Bitte prüfe Original- und Archivlink gemäß Anleitung und entferne dann diesen Hinweis.
4. ↑  danskekommuner.dk: Borgmesterfakta: Mariagerfjord (dänisch), abgerufen am 1. Mai 2020
5. ↑  Statistikbanken -> Befolkning og valg -> KM1: Folketal den 1. i kvartalet efter sogn og folkekirkemedlemsskab (dänisch)
6. ↑  Gesetzesvorschlag L 27 vom 9. Oktober 2008. 22. Januar 2009, abgerufen am 21. April 2020 (dänisch).